# Ordre de préséance au Québec
L'ordre de préséance au Québec est une hiérarchie symbolique des positions dans la province de Québec au Canada. Il n'a aucune valeur légale, mais est utilisé pour les protocoles lors de cérémonies publiques au niveau provincial.

## Historique
De longue date, le Québec a eu un ordre de préséance protocolaire.
Un ordre de préséance existe en 1979, puis modifié en 1987. L'ordre de préséance est modifié de façon mineure en 1989 de manière à tenir compte de la fusion de certains tribunaux pour créer la Cour du Québec. Puis quelques autres modifications toutes aussi mineures sont apportées en 1990,.
À partir de 1990, l'ordre de préséance reste inchangé pendant une vingtaine d'années. Certaines voix s'élèvent pour protester contre le fait que certains chefs religieux se trouvent toujours dans l'ordre de préséance et dans une position avantageuse. L'ordre de 1990 place en effet les dirigeants catholiques québécois au troisième rang, tout juste après le lieutenant-gouverneur et le premier ministre. En novembre 2019, le gouvernement du Québec, sans consulter le clergé catholique, les retire de l'ordre de préséance,. Certains représentants des nations autochtones font pour la première fois leur entrée dans l'ordre de préséance.

## Ordre de préséance
L'ordre de préséance au Québec est le suivant :
1. Sa Majesté le Roi du Canada (Charles III) en sa qualité de Chef d'État;
2. le lieutenant-gouverneur du Québec ;
3. le premier ministre du Québec ;
4. les anciens premiers ministres, en ordre chronologique inversé selon la date de cessation de leurs fonctions ;
5. le président de l'Assemblée nationale du Québec ;
6. le juge en chef du Québec ;
7. les anciens lieutenants-gouverneurs du Québec, en ordre chronologique inversé selon la date de cessation de leurs fonctions ;
8. le vice-premier ministre du Québec ;
9. le doyen du corps diplomatique et les chefs des postes diplomatiques (la préséance des chefs diplomatiques entre eux est selon la date de présentation de leurs lettres de créance)[réf. nécessaire] ;
10. les dirigeants d'organisations internationales gouvernementales ;
11. les membres du Conseil des ministres du Québec (la préséance des ministres entre eux est déterminée par le premier ministre du Québec) ;
12. les membres du Conseil des ministres du Canada ;
13. le chef de l'opposition officielle du Québec ;
14. les chefs des autres groupes d'opposition reconnus à l'Assemblée nationale ;
15. les vice-présidents de l'Assemblée nationale du Québec ;
16. le juge en chef de la Cour supérieure du Québec ;
17. le juge en chef de la Cour du Québec ;
18. les juges en chef associés et des juges en chef adjoints de la Cour supérieure et de la Cour du Québec ;
19. le doyen des chefs de postes consulaires suivi des chefs de postes consulaires, à Québec, à Montréal, puis ailleurs, suivis des représentants au Québec d'États fédérés étrangers ;
20. le chef de l'Assemblée des Premières Nations du Québec et du Labrador et le président de la Société Makivik ;
21. le maire et le député de l'Assemblée nationale l'endroit où se tient la cérémonie ;
22. le maire de Québec, le maire de Montréal suivis des présidents des regroupements de municipalités, des maires des grandes villes (plus de 100 000 habitants et de ceux des autres municipalités par ordre alphabétique ;
23. les députés de l'Assemblée nationale ;
24. le secrétaire général du Conseil exécutif du Québec et le secrétaire général de l'Assemblée nationale ;
25. les personnes désignées par l'Assemblée nationale ;
26. les dirigeants d'établissements d'enseignement universitaire et collégial ;
27. le chef de cabinet du premier ministre du Québec suivi des sous-ministres et du chef du protocole ;
28. les principaux dirigeants d'organismes gouvernementaux ;
29. les juges de la Cour d'appel du Québec, suivis des juges de la Cour supérieure du Québec et des juges de la Cour du Québec
30. Les anciens députés de l'Assemblée nationale ;
31. Le président de l'Ordre national du Québec suivi des membres en fonction de leur grade.